# Gustaf de Frumerie (1849–1936)
Gustaf de Frumerie, född den 17 augusti 1849 i Tveta socken, Värmland, död 19 april 1936 i Hindås, Älvsborgs län, var kapten vid Svea Artilleriregemente och sedermera fransk medicine doktor, 1903-1930 bosatt i Paris. Vid återkomsten till Sverige var han skriven de Frumerie.
Han var gift första gången 1874–1892 med Maria Lovisa Charlotta (Louise) Lilja, född 1 mars 1853, död 3 maj 1933, och andra gången 9 oktober 1893 med konstnären Agnes de Frumerie, född Kjellberg.
de Frumerie blev utnämnd till riddare av Svärdsorden, danska Dannebrogsorden, franska Hederslegionen, italienska kronorden, norska Sankt Olavs orden och portugisiska Kronorden.
Han var son till godsägaren Carl Gustaf Frumerie (1774–1859) och Sophia Albertina de Falck. Fadern var i sin tur son till löjtnanten vid Nerikes och Wermelands regemente Pehr Frumerie (1717–1777). De 219 åren mellan hans farfars födelse och egen död synes ännu 2023 vara svenskt längdrekord för sådana så kallade "långa generationer". I Genealogiska Föreningens tidskrift Släkt och Hävd nr 1-2 2009 nämndes en del sådana exempel, där inget var längre än 214 år. (I USA finns dock ett förnämligt längre sådant tidsspann, där den 10:e presidenten, John Tyler (1790-1862), i december 2023 ännu har en sonson, Harrison Ruffin Tyler, född i november 1928, i livet.)
Gustaf de Frumerie är begraven på Danderyds kyrkogård.